# 梅村正廣
梅村 正廣（うめむら まさひろ、1943年8月8日 - 2007年12月25日）は、京都市出身の日本の経営者。京セラ元代表取締役副社長・副会長/CFO。
 

## 経歴
1966年大阪工業大学工学部卒業後、同年京セラ入社。1968年に当時の京セラ貿易部長の上西阿沙（後に京セラ副社長）と部員の梅村正廣の2人が米国丸紅（ロサンゼルス）の中に事務所を開設、駐在した。1991年 京セラ取締役。1993年 同社常務取締役。1997年 同社代表取締役専務。1999年 同社代表取締役副社長およびエア・ドゥ取締役を兼任。2005年 京セラ代表取締役副会長/CFO。その間、上海京瓷房地産開発有限公司董事長、上海京瓷貿易有限公司董事長も経験。